# Сухе Батор (орден)
Вижте пояснителната страница за други значения на Сухе Батор.
Орденът Сухе Батор е най-високият орден на съществуващата Монголска народна република (1924 – 1992 г.) и днешна Монголия.
Носи името на вожда на Монголската народна революция от 11 юли 1921 г. Дамдийн Сухе Батор. Дава се за изключителни заслуги към Монголската народна република и днешна Монголия.
Орденът е учреден с указ на Президиума на Малкия народен хурал на 16 май 1941 г., а първото награждаване е на 17 август 1941 г., когато Президиумът на малкия хурал награждава лидерът на Монголската народно революционна партия и министър-председател на МНР Хорлоогийн Чойбалсан. Общо 1770 души са наградени с ордена от 1941 до 2019 г. С ордена по право се награждават и наградените с почетните звания „Герой на Монголската народна република“ (до 1992 г.), „Герой на Монголия“ (от 1992 до днес) и „Герой на труда на Монголската народна република“ (до 1992 г.).

## Описание
Орденът има вид на петолъчка, изработен е от злато. В средата на ордена е ликът на Сухе Батор и чревно знаме от емайл с пискюли. Над портрета на Сухе Батор и червеното знаме има надпис на монголски език „СУХБААТАР“.

## Носители на ордена

### Монголци
- Хорлоогийн Чойбалсан – лидер на ЦК на Монголската народно революционна партия 1923 – 1952 г. и министър-председател на МНР 1939 – 1952 г.
- Юмжагийн Цеденбал – генерален секретар на ЦК на Монголската народно революционна партия 1952 – 1984 г. и председател на Президиума на Великия народен хурал – 1952 – 1984 г.
- Жамбийн Батмунх – генерален секретар на ЦК на Монголската народно революционна партия 1984 – 1990 г. и председател на Президиума на Великия народен хурал – 1984 – 1990 г.
- Думаагийн Содном – министър-председател на МНР 1984 – 1990 г.
- Мятавин Пелже – заместник-председател на Министерския съвет на МНР 1976 – 1990 г.
- Шаравин Гунгаадорж – заместник-председател на Министерския съвет на МНР 1987 – 1990 г., министър на земеделието и хранителната промишленост на МНР -1986-1990 г. и министър-председател на МНР 1990 г.

### Граждани на СССР
- Леонид Брежнев – генерален секретар на ЦК на КПСС 1964 – 1982 г. и председател на Президиума на Върховния съвет на СССР 1977 – 1982 г.
- маршал Дмитрий Устинов – министър на отбраната на СССР 1977 – 1984 г.
- маршал Сергей Ахромеев – началник на Генералния щаб на Съветската армия – първи зам.министър на отбраната на СССР 1984-декември 1988 г.

### Българи
- Тодор Живков – генерален секретар на ЦК на БКП април 1956-ноември 1989 г. и председател на Държавния съвет на НР.България юли 1971 – ноември 1989 г.
- Алекси Иванов – секретар на Постоянното присъствие на БЗНС декември 1976-декември 1989 г, министър на земеделието и горите на НР.България март 1986-декември 1988 г., заместник-председател на Министерския съвет на НРБ 1986 – 1987 г., председател на Междуправителствената българо-монголска комисия 1987 – 1989 г., председател на Парламентарната група за приятелство с Монголия 1972 – 1986 г. и председател на Общонародния кмоитет за българо-монголска дружба 1981 – 1989 г.